# کاندر، قلمرو سرمایه ای استرالیا
کاندر (به انگلیسی: Conder) یک حومه شهر در استرالیا است که در قلمرو پایتختی استرالیا واقع شده‌است.